# نووو اوراخووو
نووو اوراخووو (به صربی: Novo Orahovo) یک منطقهٔ مسکونی در صربستان است که در Bačka Topola Municipality واقع شده‌است. نووو اوراخووو ۲٬۰۲۹ نفر جمعیت دارد.